# Бутафорія
Бутафорія (італ. buttafuori «помічник режисера» і з buttare «кидати; викидати» + fuori «зовні, поза») — муляж, спеціально виготовлені предмети (скульптура, меблі, посуд, прикраси, зброю та ін.), що вживаються в театральних спектаклях на заміну справжнім речам. Предмети бутафорії відрізняються дешевизною, міцністю, підкресленою виразністю зовнішньої форми (при їх виготовленні зазвичай відмовляються від відтворення деталей, не видимих глядачеві).
Бутафорія багатозначне слово:
1.зроблені з легких і дешевих матеріалів копії справжніх речей (меблів, посуду і т. ін.), що використовуються в театрі як предмети сценічної обстановки.
2.копії наявних у продажу товарів, спеціально виготовлені для обладнання вітрин, реклами тощо.
Синонімами до цього слова можуть бути: Липа, фуфло, неправдиві.
Бутафорія, або муляж — зменшена копія чого-небудь, зовні максимально схожа на свій функціональний оригінал річ, чи декорація.

### Історія виникнення
Театральні декорації, або надалі бутафорія, виникли в результаті появи і розвитку театрального мистецтва. Саме тоді вперше виникла необхідність передавати сутність речей (продуктів, будинків, будівель тощо) шляхом подання їх матеріальних, а не функціональних копій.

### Матеріали для виготовлення
При виготовленні бутафорії використовуються: дерево, картон, метал, пластик, тканини, лаки, фарби і безліч інших матеріалів. Основні технології виготовлення бутафорії: пап'є-маше, робота з металом, пластмасами, синтетичними матеріалами, мастиками і пастами.
Вклеювання виробів з паперу по відлитій формі є одним з найпоширеніших методів виготовлення театральної бутафорії. Процес роботи з пап'є-маше ділиться на чотири основних етапи. Перший етап — ліплення моделі з глини. Другий — формування моделі гіпсовою масою. Третій — відтиск вироба папером по гіпсовій формі. І, нарешті, четвертий — монтування та відбитком.

### Бутафорія в житті
Друга світова війна дала новий поштовх розвитку бутафорських предметів. Виготовлялися муляжі танків, артилерії, складів з метою обману противника, зосередивши його увагу на бутафорських, а не реальних силах, що несуть певну загрозу.
Муляжі відеокамер застосовуються в даний час там, де існує загроза хуліганства або крадіжок, і при правильному встановленні знижують імовірність цих правопорушень.